# Electroesprai

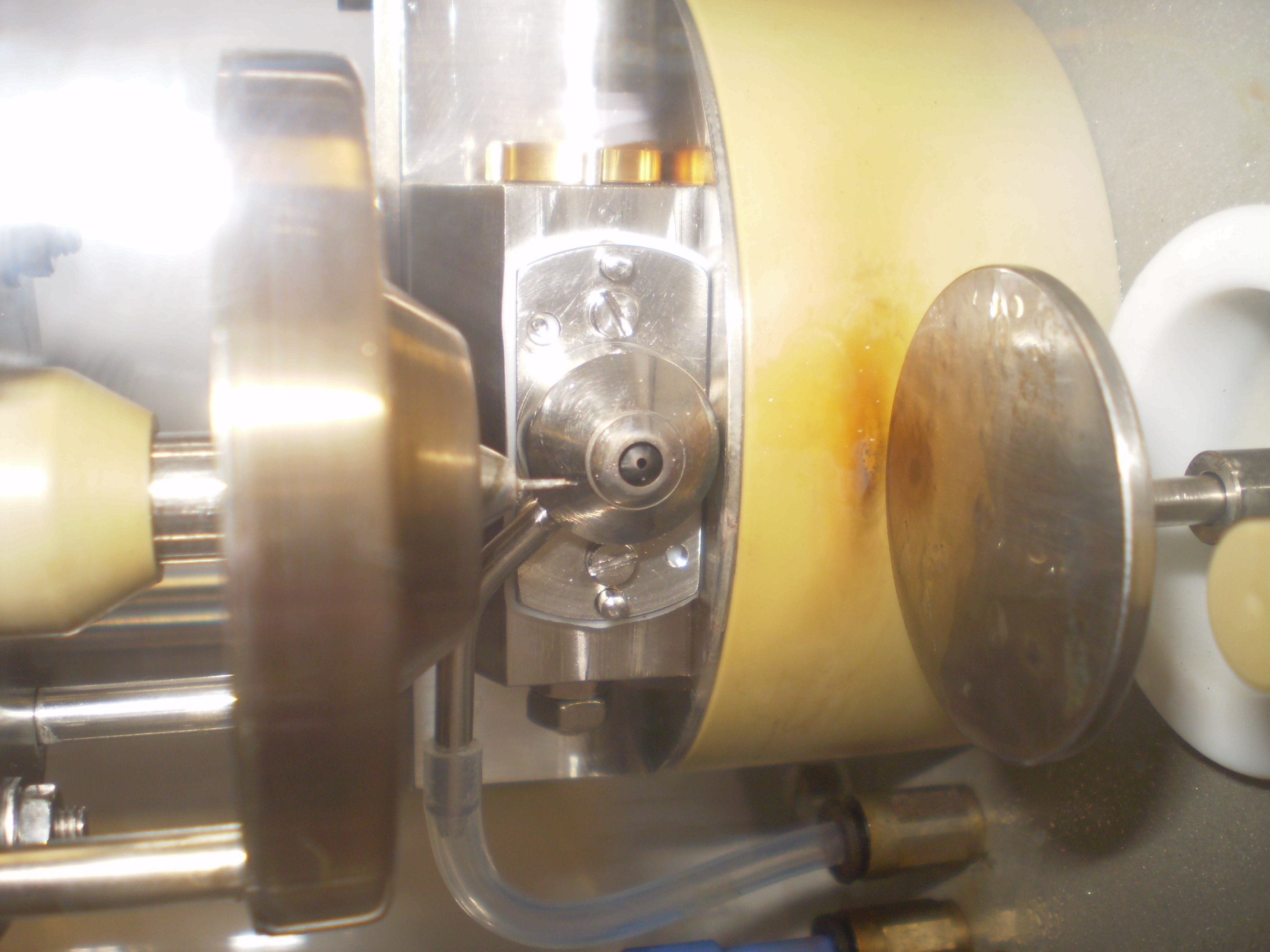
Dispositiu d'electroesprai.

Un electroesprai és un dispositiu amb l'ús d'electricitat dispersa un líquid creant partícules fines d'aerosol. Aquest mètode moltes vegades s'anomena atomització electrocinètica. S'aplica un voltatge elevat en un líquid subministrat a través d'un emissor (normalment un vidre o un capil·lar metàl·lic). El líquid arriba a l'emissor formant un con de Taylor. Unes ones a la superfície del raig de líquid formen unes gotes petites fortament carregades que són dispersades radialment per la repulsió Coulòmbica.

## Història
Al segle xvi William Gilbert va descriure el comportament dels fenòmens magnètics i electroestàtics. Va observar que, en presència d'una peça d'àmbar carregada, una gota petita d'aigua es deformava amb forma cònica. Aquest efecte és el que es desenvolupa a l'eletroesprai, malgrat que Gilbert no va descriure mai cap mena d'observació relacionat amb la dispersió del líquid mitjançant l'efecte del camp elèctric.
El 1882, Rayleigh va estimar la màxima quantitat de càrrega que pot suportar una gota Aquesta quantitat es coneix com el límit rayleight. La predicció de la càrrag màxima en una gota de líquid es va confirmar 100 anys després.
El 1914, John Zeleny va publicar un treball sobre el comportament de les gotes de fluid al final dels capil·lars de vidre. Aquest treball presenta una evidència experimental del funcionalment de l'electroesprai. Uns anys més tard, Zeleny va capturar la primera imatge del líquid en el menisc.
Entre 1964 i 1969 Geoffrey Ingram Taylor va desesnvolupar el fonament teòric de l'electrosprai. Taylor va modelar la forma de con formada per una gota de fluid sota l'efecte d'un camp elèctric. Aquesta forma cònica característica de les gotes de fluid es coneix com el con de Taylor. Taylor va treballar amb J. R. Melcher per a desenvolupar el model de fugues dielèctriques per a la conducció de fluids.

## Mecanisme
Els següents paràgrafs s'adrecen pel cas d'un electroesprai positiu amb un voltatge elevat aplicat a un emissor metal·lic. Es considera un electroesprai clàssic, amb l'emissor situat a una distància {\displaystyle d\,} de l'elèctrode. El líquid que es forma esprai es caracteritza per una viscositat{\displaystyle (\mu )\,}, tensió superficial {\displaystyle (\gamma )\,} conductivitat{\displaystyle (\kappa )\,} i una permitivitat relativa {\displaystyle (\epsilon _{r})\,}.

### Efecte dels capms elèctrics petits en un menisc d'un líquid
Sota l'efecte de la tensió superficial, el menisc del líquid presenta una forma semiesfèrica a la punta de l'emissor. S'aplica un potencial positiu {\displaystyle V\,} que inclou un camp elèctric:
{\displaystyle E={2V \over r\ln(4d/r)}}

On {\displaystyle r\,} és el radi de la corvatura del líquid. Aquest camp provoca la polarització del líquid: la càrrega positiva/negativa migra des de l'elèctrode on s'ha aplicat el camp. Per a voltatges inferiors a un valor determinat, el líquid arriba a un nou equilibri geomètric amb un petit radi de curvatura.

### El con de Taylor
Els potencials per sobre d'aquest llindar, provoquen que el líquid adquireixi forma cònica. Geoffreu Ingram Taylor va descriure la teoria d'aquesta forma de con basada en el fet que la superfície del con és una superfície equipotencial i el con persisteix en un estat estacionari. El camp elèctric ha de tenir una simetria azimutal i té una dependència {\displaystyle R^{1/2}\,} per a equilibrar la tensió superficial i produir una forma de con. La solució d'aquest problema és:
{\displaystyle V=V_{0}+AR^{1/2}P_{1/2}(\cos \theta _{0})\,}
on {\displaystyle V=V_{0}\,} (superfície equipotencial) existeix des del valor {\displaystyle \theta _{0}} (independent de R) produint un con equipotencial. L'angle necessari per{\displaystyle V=V_{0}\,} equilibrar el potencial per a tots R és zero al polinomi d'ordre ½, {\displaystyle P_{1/2}(\cos \theta _{0})\,}. Hi ha només un zero entre 0 i {\displaystyle \pi \,} a 130,7099, que és el complementrari del famós angle de Taylor 49,3.

### Desenvolupament singular
L'extrem del menisc cònic no pot ser infinitament petit. Es desenvolupa una singularitat quan el temps de relaxació hidrodinàmic {\displaystyle \tau _{H}={\mu r \over \gamma }} és més gran que el temps de relaxació de la càrrega{\displaystyle \tau _{C}={\epsilon _{r}\epsilon _{0} \over \kappa }}. Els símbols no definits representen la longitud {\displaystyle (r)\,} i la permitivitat del buit {\displaystyle (\epsilon _{0})\,}. El líquid carregat que surt de l'extrem cònic es trenca en gotes petites carregades i es dispersen radialement.

### Tancant el circuit elèctric
El líquid carregat és expulsat a través de l'extrem del con i capturat per l'elèctrode com a petites gotes carregades o ions positius. Per equilibrar la càrrega perduda, l'excés de càrrega negativa és neutralitzada electroquímicament a l'emissor. Desequilibris entre la quantitat de càrrega generada electroquímicament i la quantitat de càrrega perduda a l'extrem del con pot donar lloc a diversos règims de funcionament de l'electroesprai. El potencial a la interfase metall/líquid s'autorregula per a generar la mateixa quantitat de càrrega que s'ha pèrdut a través de l'extrem del con.

## Aplicacions

### Ionització d'electroesprai
L'electroesprai és molt usat com a font d'ionització per l'espectroscòpia de masses després que el grup de Fenn ho va demostrar usant-lo com a font d'ions per a l'anàlisi de biomolècules.

### "Electrospinning" Electrofilat
De manera similar a l'electroesprai convencional, l'aplicació d'alt voltatge per a una solució de polímers pot formar la geometria cònica. Si el jet es converteix en unes fines fibres en comptes de trencar-se en gotes petites, el procés es coneix com a "Electrospinning".

### Propulsors a electroesprai
Les tècniques d'electroesprai s'usen per al control de satèl·lits. L'expulsió de partícules microscòpiques a alta velocitat permet una propulsió efectiva i precisa.

### Deposició de partícules de nanoestructures
L'electroesprai pot ser usat en la nanotecnologia. Per exemple, per depositar partícules individuals en superfícies. S'utilitzen esprais de col·loides que contenen només una partícula per gota. S'evapora deixant un corrent de partícules individuals d'aerosol del tipus desitjat. La ionització no és crucial en el procés però pot ser usada per la precipitació electroestàtica de partícules.

### Purificadors d'aire
Les partícules suspeses a l'aire poden estar carregades per l'aerosol generat mitjançant un electroesprai, manipulat per un camp elèctric i recol·lectat en un elèctrode. Aquest dispositiu minimitza la producció d'ozó.

### Font d'ions de metalls líquids
Els metalls líquids poden ser usats per crear fonts d'ions per tècniques d'implantació d'ions i instruments de feix d'ions focalitzats.